# Opel Ampera
Az Opel Ampera a General Motors négyüléses plug-in hibrid személyautó-modellje, amely a Chevrolet Volt első generációján alapul Voltec-hajtással. A testvérmodelleket, amelyek a jobbkormányos Holden Voltot Ausztráliában és a Vauxhall Amperát is tartalmazták a Brit-szigeteken, a Chevrolet Hamtramck detroiti gyárában gyártották 2011 júliusától és 2014-ig között. A tisztán akkumulátoros elektromos utódtípusa Európában 2017-től a Chevrolet Bolt alapú Opel Ampera-e volt.
Az autót Opel Ampera néven mutatták be a Genfi Autószalonon 2009 márciusában. Az Opel úgy jellemezte, hogy elektromos jármű hatótávnövelővel, melynek rövidítve „EREV”, de ezt is hirdették: „Vezessen a jövőbe elektromos járművünkkel!”. 

## Technológia és teljesítmény
Az Ampera 40 akkor működik, ha az akkumulátor megtelt (16 kWh). km-re 80-ra km kizárólag elektromos.  A beépített belső égésű motor az 54 kW-os generátoregységgel automatikusan elindul, amint az akkumulátor töltöttségi szintje kb. 20% (3,2 kWh) alá esik, majd táplálja az elektromos vontatási áramot; Ezt a járműtípust ezért Extended Range Electric Vehiclenek (EREV) is nevezik. 
Az Opel Ampera villanymotorjának maximális teljesítménye 111 kW  (150 LE), forgatónyomatéka pedig 370 Nm, amely szélesebb fordulatszám-tartományban érhető el, mint a belső égésű motoroknál. Álló helyzetből 100 km/órás sebességre 9 másodpercben alatt gyorsul fel, a maximális sebesség 161 km/h. Összehasonlításképpen: az 1,8 literes benzinmotor 103-mal kW (140 PS) az Opel Insignia 175-tel rendelkezik Nm, micsoda maximális gyorsulás 0-ról 100-ra km/h 11,4-ben s és 207-es végsebesség km/h elég; a 2,8 literes motor 190-el kW (260 HP) 350 Nm, 6,9 s gyorsulási idő és egy 250-re km/h korlátozott maximális sebesség; a jelvény üres tömege legalább 1470 kg (felszereltségtől függően) 262 kg könnyebb, mint az Ampera.

A belsőégésű motor az Opel Ecotec sorozat „családi 0” motorja, 1,4 literes lökettérfogattal és 63-as kW-ot használnak.

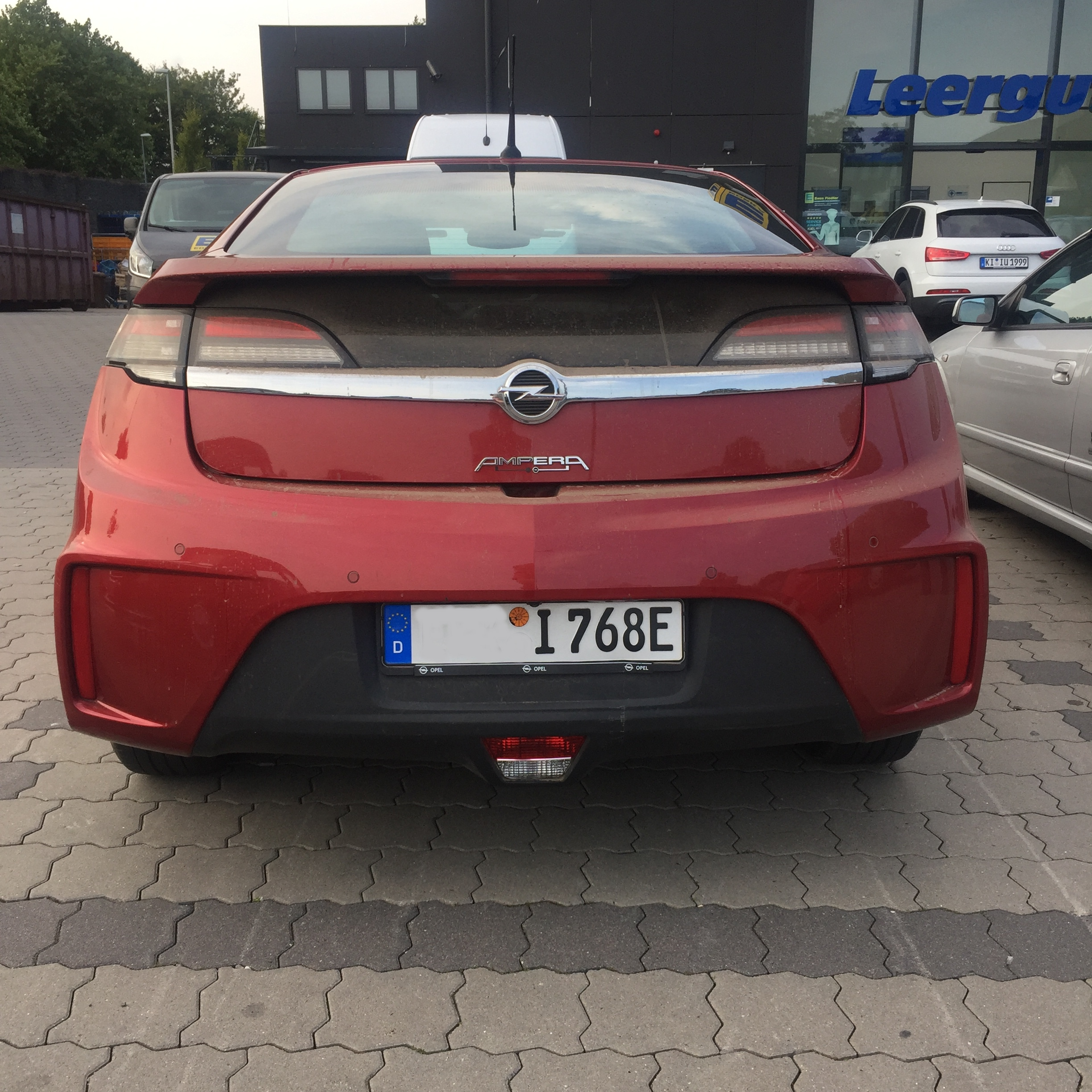
Hátulnézetből
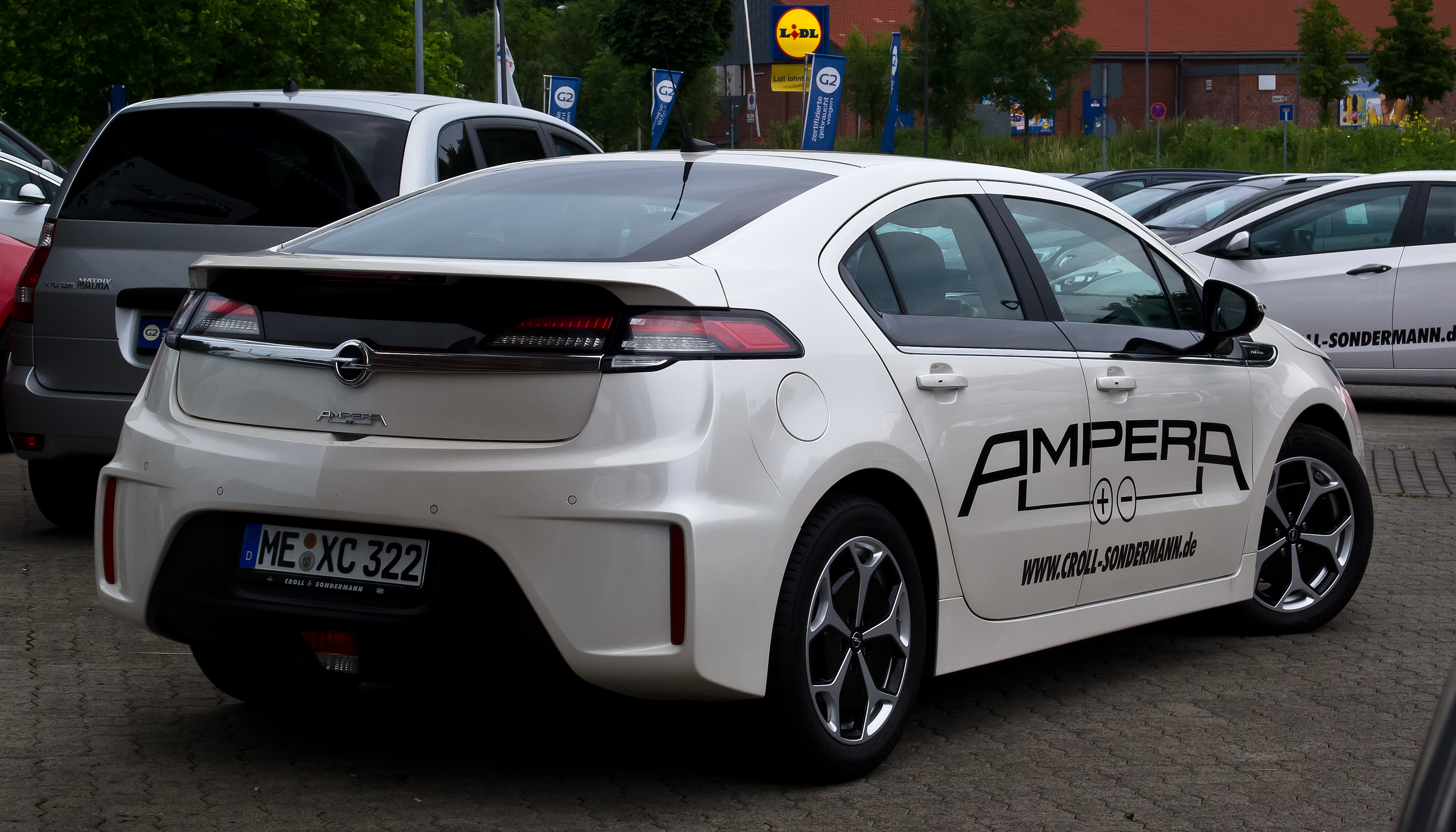
Nézd átlósan hátulról
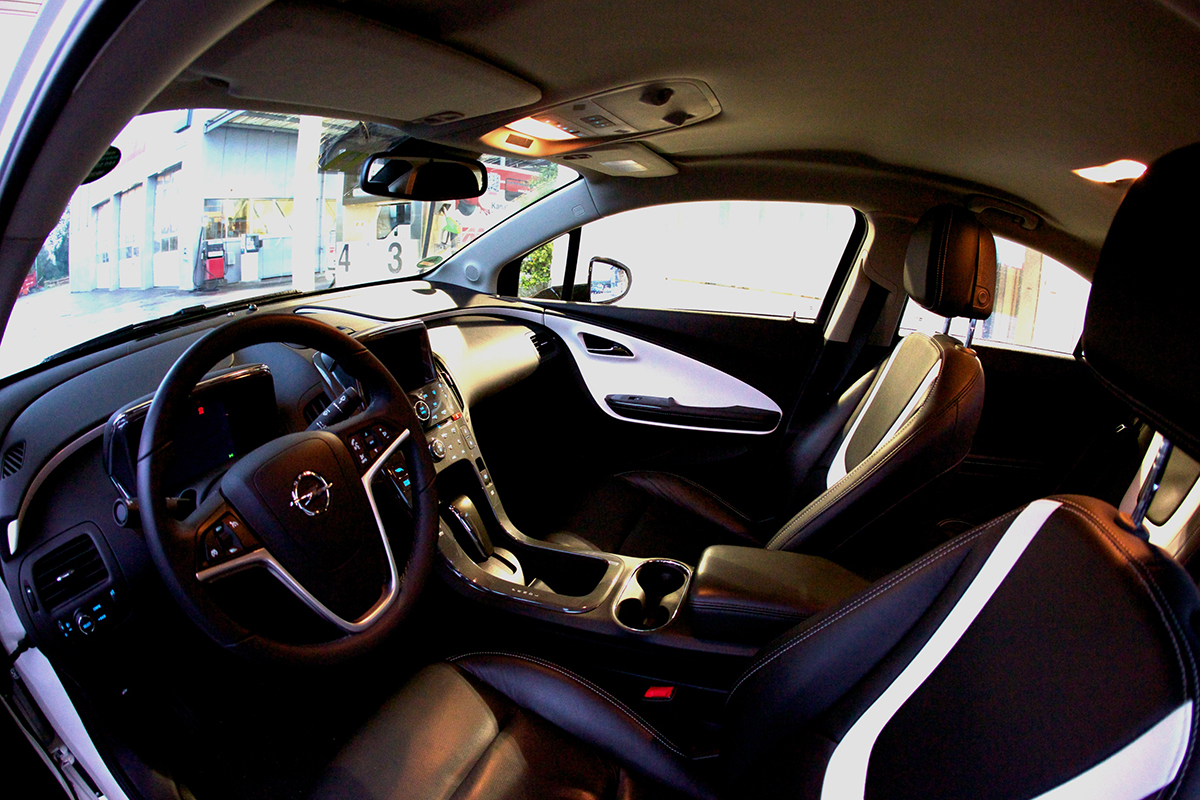
Az Opel Ampera belső tere
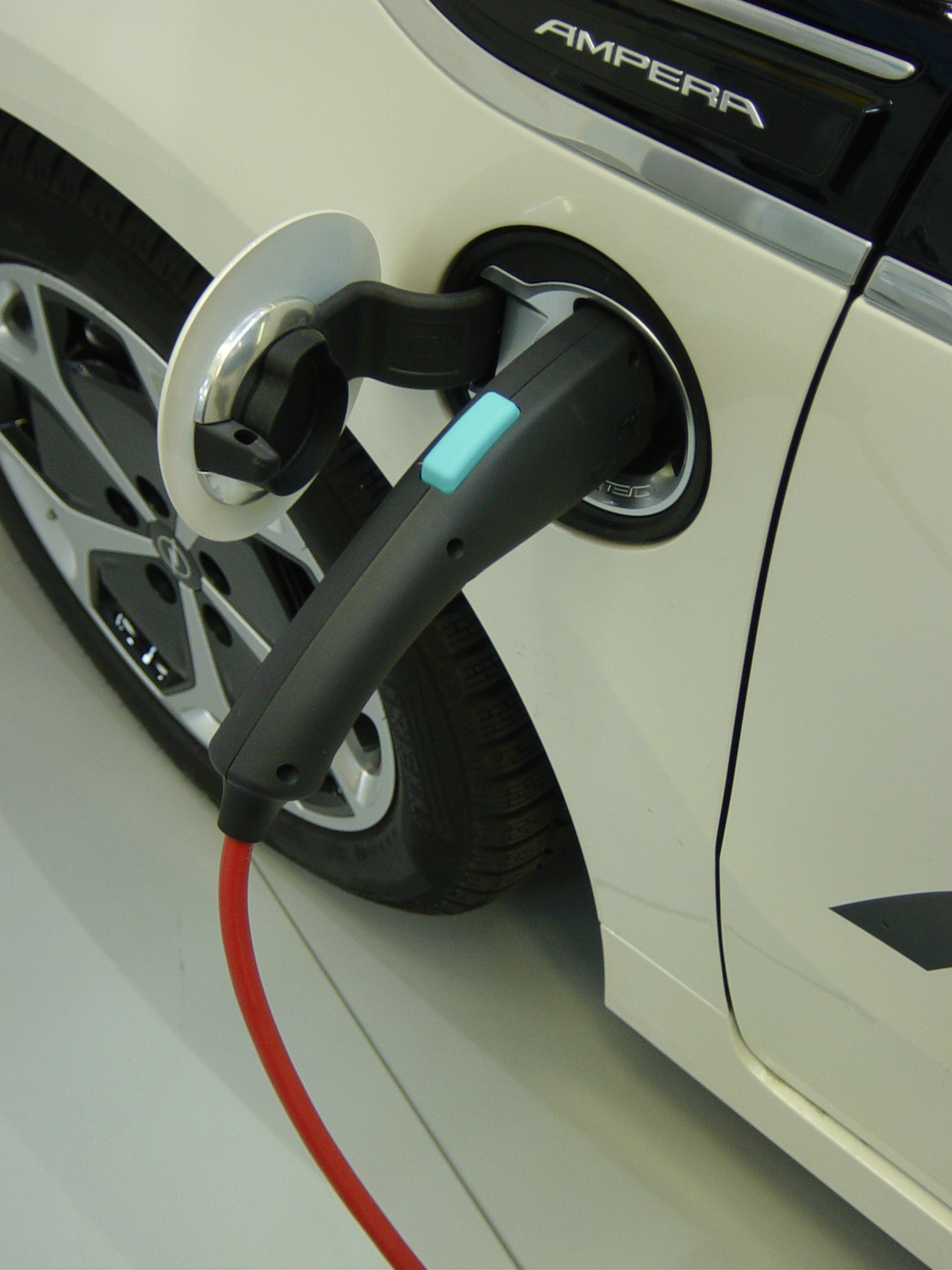
Töltés közben

### Üzemmódok
A Voltec hajtás révén a jármű folyamatosan több üzemmódban, bolygókerekes hajtóművön keresztül hajtja, elsősorban elektromos motorokkal. Ha az akkumulátor töltöttségi szintje alacsony, akkor a belsőégésű motor generátort hajt meg, amely azután biztosítja a további vontatási áramot (soros üzemmód).
Ha nagy hajtási teljesítményre van szükség, amikor az akkumulátor lemerült, a belső égésű motor egy speciális üzemmódban közvetlenül csatlakoztatható a hajtáslánchoz. Ez a „párhuzamos üzemmód” az egész rendszer hatékonyságát növeli, mivel a többszörös energiaátalakítás (égésű motor-generátor-villanymotor) megszűnik.

### Akkumulátor technológia
A meghajtó akkumulátor egy lítium-ion akkumulátor, amely 288 cellából áll (3 párhuzamosan, 96 sorosan) és 16 kWh névleges teljesítményt használnak, amelyet a tartósság miatt csak korlátozott üzemi ablakban (hasznos kapacitás) üzemeltetnek. A publikációkkal ellentétben a meghajtó akkumulátor kapacitáskihasználása a névleges kapacitás 30-80 százaléka között van (tehát csak 8 körül kWh hasznosítható kapacitás), az internetes fórumokon akár 10,5 kWh felhasznált effektív energia a sorozatos járművek fedélzeti számítógépe szerint.
Teljes töltés a csatlakozón keresztül 100%-ra nem azért megy végbe, hogy a fékezési energia visszanyerésével további töltést tudjon felvenni, és megvédje az akkumulátort. Hosszabb utakon a belsőégésű motor generátorhajtásként automatikusan bekapcsol, hogy generálja a vontatási áramot és fenntartsa a minimális töltési szintet, megállás nélkül 500 kilométer fölé növelve a hatótávolságot – 35 literes tartálytérfogat mellett.
A (más) német járműgyártókkal ellentétben az Opel/General Motors maga gyártja az Ampera akkumulátorát, és 8 év vagy 160 000 kilométer világméretű garanciát vállal az akkumulátorra.

### Fogyasztás
A gyártó az ECE R101  szabvány szerinti fogyasztást 1,2 l/100 km-ben adja meg (csak benzinfogyasztás) az első 100 km-nél, minden további 100 után km közbenső akkumulátortöltés nélkül 4,8 lesz l/100 km vagy 5,0 l/100 km kijelentette.  A gyakorlatban az Ampera 40-et  80-ra ért el tisztán elektromos üzemben km messze. Számos Ampera-vezető számol be mindennapi életéből, hogy a tisztán elektromos hatótávolság jóval meghaladja a 80 km-t.
| Paraméterek                                | Ampera                             | Ampera |
| Gyártási időszak                           | 2012/01-11/2016                    |        |
| A motor jellemzői                          |                                    |        |
| Motor típus                                | Villanymotor + R4 benzinmotor      |        |
| elmozdulás                                 | 1398 cm³                           |        |
| Az elektromos motor névleges teljesítménye | 111 kW (150 LE) 5000 ford./percnél |        |
| Névleges teljesítményű belső égésű motor   | 63 kW (86 HP) 4800 ford./percnél   |        |
| A rendszer általános teljesítménye         | 111 kW (150 LE) 5000 ford./percnél |        |
| Max. Nyomatékos villanymotor               | 370 Nm 250-2800 ford./percnél      |        |
| Max. Nyomatékú belső égésű motor           | 126 Nm 4250 ford./percnél          |        |
| Nyomaték általános rendszer                | 370 Nm 250-2800 ford./percnél      |        |
| Erőátvitel                                 |                                    |        |
| Meghajtás                                  | Elsőkerék meghajtású               |        |
| Mérések                                    |                                    |        |
| Max. sebesség                              | 161 km/h                           |        |
| Gyorsulás (0-100 km/h)                     | 9,0 mp                             |        |
| Üzemanyag fogyasztás 100-ra km (kombinált) | 1,2 literes szuper                 |        |
| CO2-kibocsátás (kombinált)                 | 27 g/km                            |        |
| Kibocsátási szabvány (EU-besorolás)        | Euro 6                             |        |

### Nincs pótkocsi működés
„A járművet nem pótkocsi vagy másik jármű vontatására tervezték, és nem is vontatták” – írja a 2011/08. számú használati útmutató [KTA-2724_1-de] 144. oldala a „Pótkocsi vonószerkezete” címszó alatt.

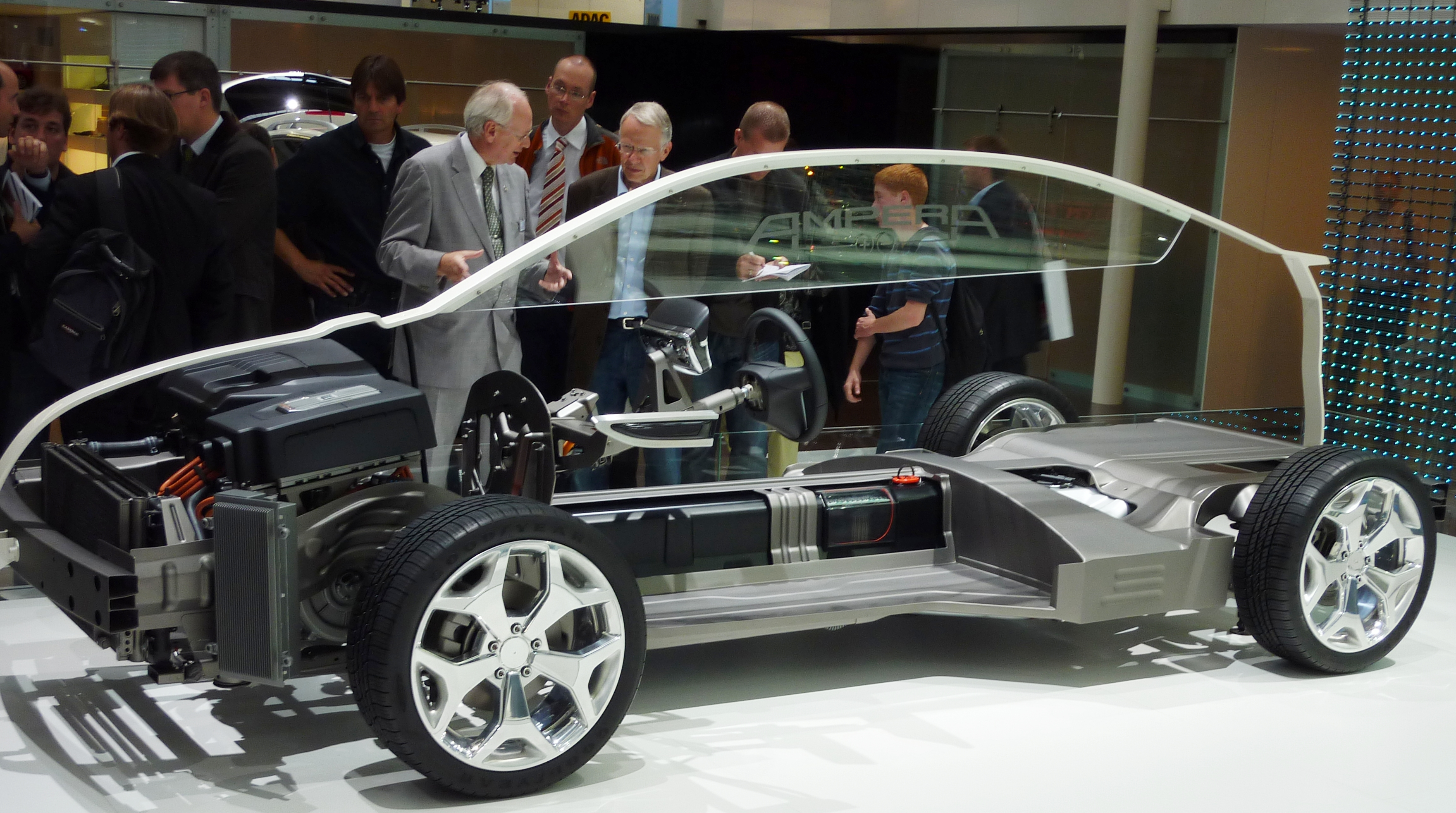
Cutway modell
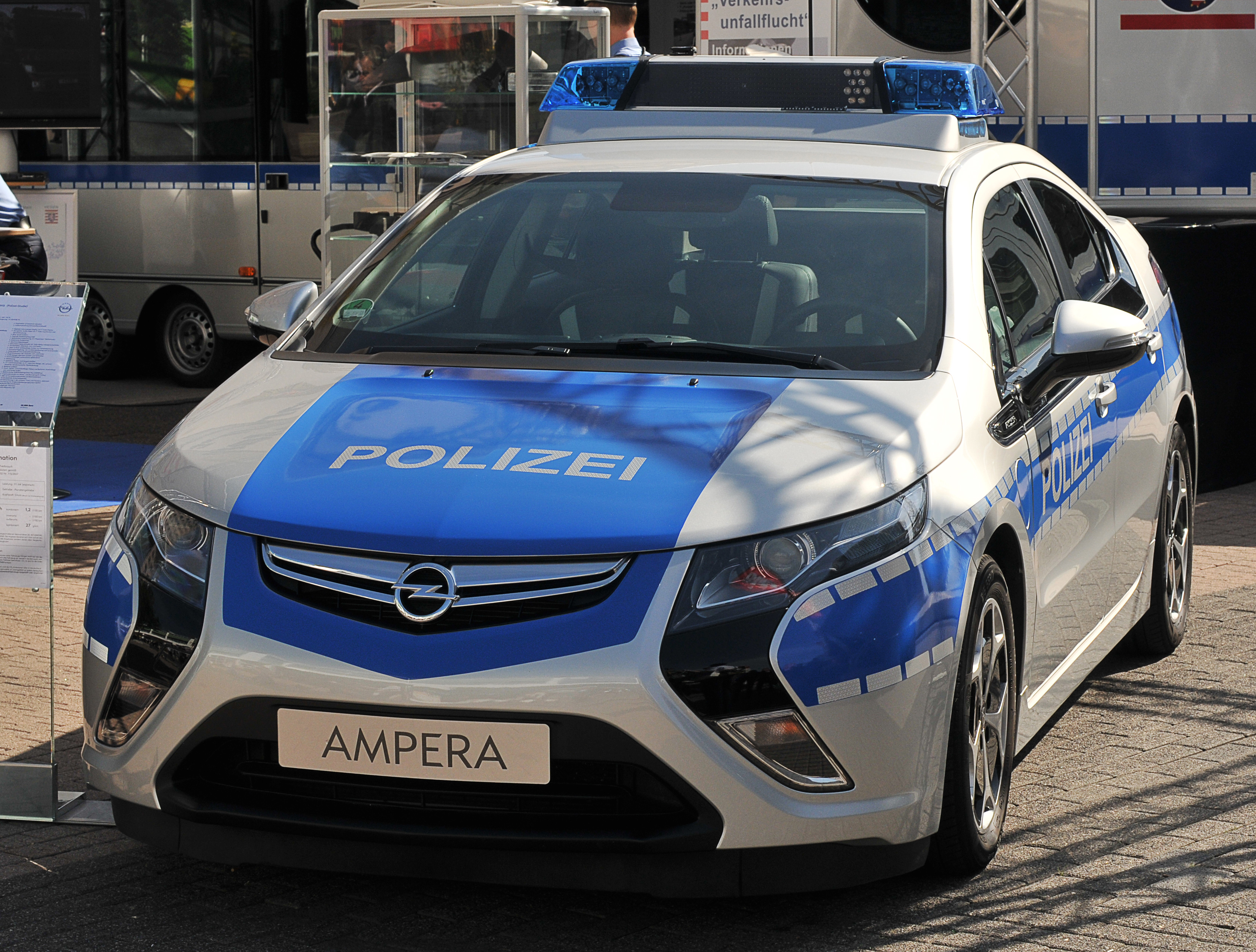
Egy Ampera az IAA2011-en, mint rendőrségi mentőjármű
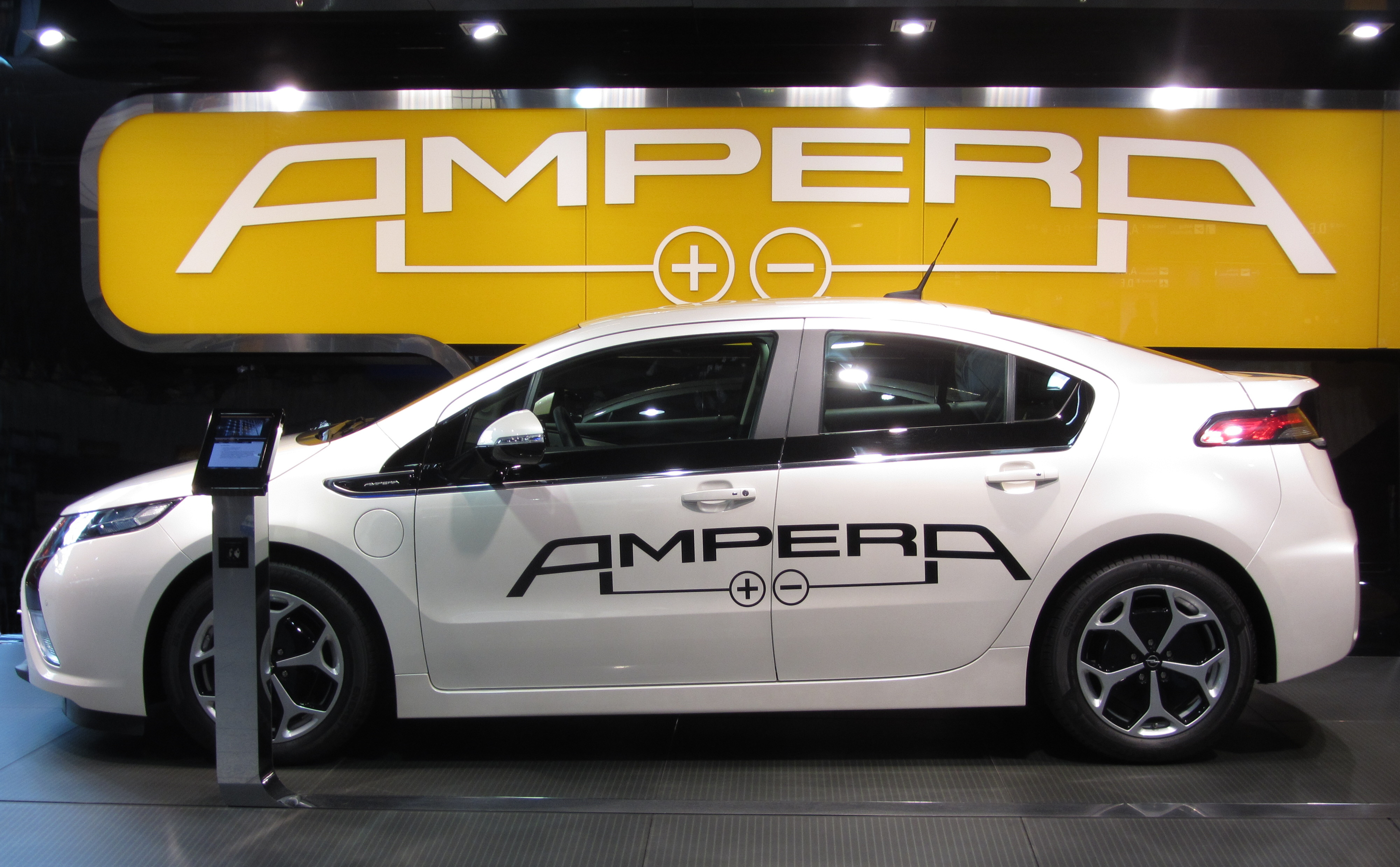
A frankfurti repülőtéren sokáig volt kiállítva and amp (1-es terminál, B terület)

## A tisztán elektromos utódtípus, azOpel Ampera-e

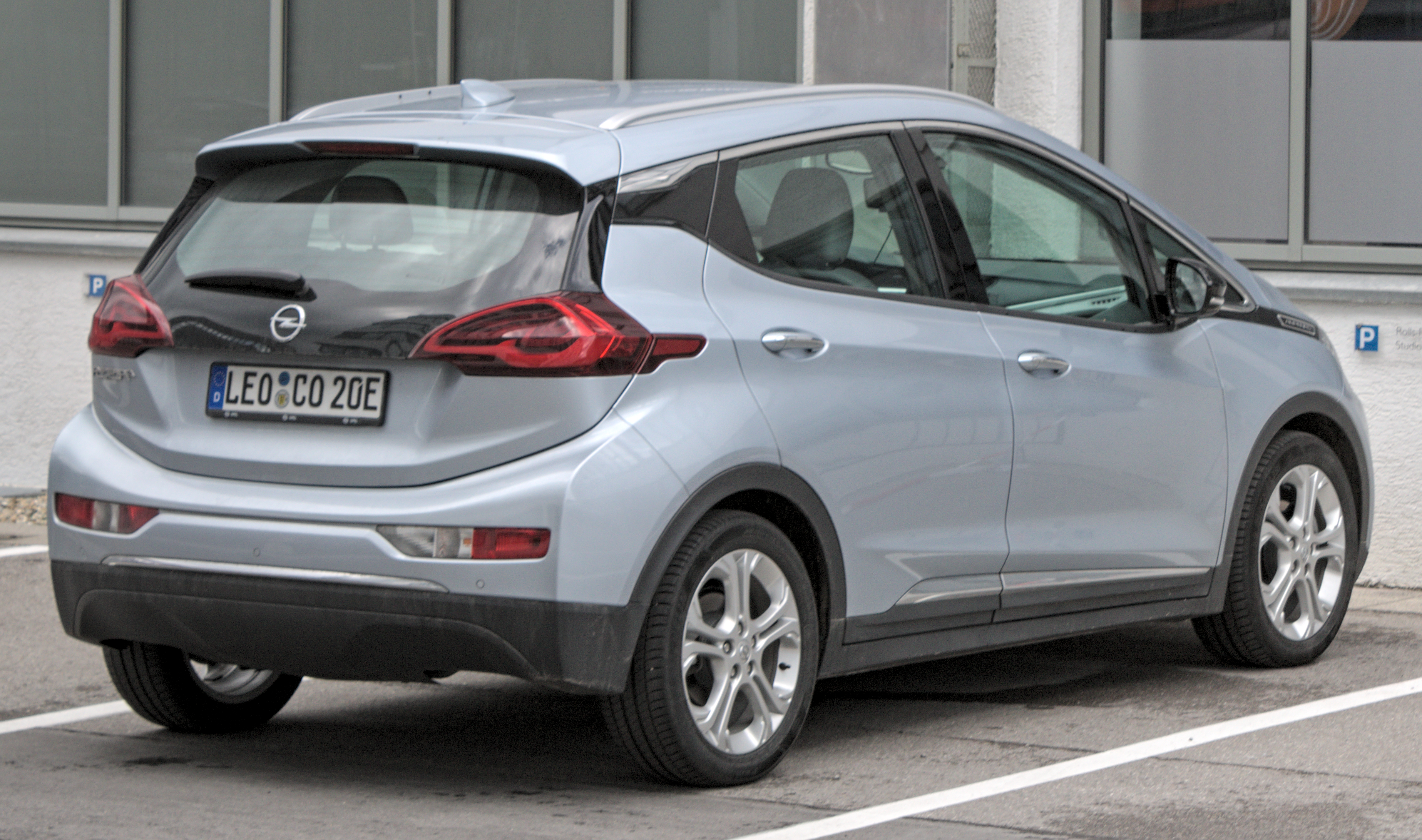
Az Opel Ampera tisztán elektromos utódtípusa, az Opel Ampera-e

2016. február 11-én  az Opel bejelentette a teljesen elektromos Opel Ampera-e modell bevezetését az európai piacra 2017-től. A Chevrolet Bolt-on alapul, amely 2016 végén jelent meg az Egyesült Államokban.

## Fordítás
Ez a szócikk részben vagy egészben  az   Opel Ampera című német Wikipédia-szócikk ezen változatának fordításán alapul.  Az eredeti cikk szerkesztőit annak laptörténete sorolja fel. Ez a jelzés csupán a megfogalmazás eredetét és a szerzői jogokat jelzi, nem szolgál a cikkben szereplő információk forrásmegjelöléseként.